# Ambroise-Philibert-Léon Auvity
Pour les articles homonymes, voir Auvity.
Ambroise-Philibert-Léon Auvity, né à Paris le 17 avril 1788 et mort le 24 mars 1847  dans le 10e arrondissement de Paris, est un chirurgien français.

## Biographie
Ambroise-Philibert-Léon est le fils de Jean-Abraham, chirurgien. C'est le frère du chirurgien Pierre-Jean Auvity.
Il succède à son père comme chirurgien-chef de l'hôpital des Enfants-Trouvés. Il est aussi chirurgien major de la garde municipale de Paris.
Il épouse Catherine Aimée Jeanne Sirey, la fille de Jean-Baptiste Sirey. Veuf en 1829, il épouse en secondes noces Catherine Mills en 1831.
Il meurt d'angine de poitrine en 1847.

## Récompenses et distinctions
- Chevalier de la Légion d'honneur (1813).
- Officier de la Légion d'honneur (1843).